# Hertigdömet Massa och Carrara
Hertigdömet Massa och Carrara var ett hertigdöme som existerade mellan 1473 och 1829 med ett uppehåll under Napoleonkrigen mellan 1796 och 1814. Hertigdömet var runt omkring städerna Massa och Carrara, i dagens Italien. 

## Historia
Hertigdömet bildades den 22 februari 1473 när Jakob I Malaspina, markgreven i Massa köpte Herraväldet Carrara (som bestod av byarna Carrara, Moneta och Avenza.
Markgreven bosatte sig i Carrara, men eftersom Carrara ofta invaderades av franska trupper flyttade han till Massa.
Huset Malaspina utslocknade två generationer senare på den manliga sidan. År 1520 gifte sig därför Ricciarda Malaspina som var barnbarn till Jabob I Malaspina med Lorenzo Cybo som tillhörde en inflytelserik släkt från Genua. I och med detta äktenskap bildades Huset Cybo-Malaspina.
Under hans styre var hertigdömet väldigt rikt, främst på grund av efterfrågan av Carraramarmor. Albert I var medveten om att hans grannländer var starka stater som införlivades i Tysk-romerska riket 1554 med Karl V som kejsare. På grund av kulturella och ekonomiska framsteg under Albert I:s tid blev staden Carrara 1558 ett markgrevskap. Massa upphöjdes till ett furstendöme år 1568 av Maximilian II.
1664 blev Massa ett hertigdöme och Carrara ett furstendöme. Huset Cybo-Malaspina fick titeln hertig i Massa och furste i Carrara.
År 1734 gifte sig den sista ättlingen till Huset Cybo-Malaspina, Maria Teresa Cybo-Malaspina med Herkules III av Modena, den sista manliga hertigen till Hertigdömet Modena och Reggio. Deras dotter Maria Beatrice d'Este regerade hertigdömet till 1796.
1796 invaderade Napoleon Bonaparte hertigdömet och gjorde det till en republik, Cispadanska republiken, som inom kort sammanslogs med Transpadanska republiken för att bilda Cisalpinska republiken. 
År 1806 gav Napoleon bort Hertigdömet Massa och Carrara till Furstendömet Lucca och Piombino som styrdes av hans äldre syster Elisa Bonaparte. Efter Napoleons nederlag 1814 upprättades hertigdömet igen då Maria Beatrice d'Este kom tillbaka som hertiginna.
År 1829 dog Maria Beatrice och då införlivades hertigdömet i Hertigdömet Modena och Reggio.
När Frans V avsattes 1859 tillföll Hertigdömet Modena och Reggio (där Hertigdömet Massa och Carrara ingick) Kungariket Sardinien som kort därefter bildade Kungariket Italien.

## Regenter i Massa och Carrara
- Jakob Malaspina 1473–1481
- Albert II Malaspina 1481–1519
- Ricciarda Cybo-Malaspina 1519–1546
- Giulio I Cybo-Malaspina 1546–1547
- Ricciarda Cybo-Malaspina 1547–1553
- Albert I Cybo-Malaspina 1554–1623
- Carlo I Cybo-Malaspina 1623–1662
- Albert II Cybo-Malaspina 1662–1690
- Carlo II Cybo-Malaspina 1690–1710
- Albert III Cybo-Malaspina 1710–1715
- Alderano I Cybo-Malaspina 1715–1731
- Maria Teresa Cybo-Malaspina 1731–1790
- Maria Beatrice d'Este 1790–1797

Uppehåll under Napoleonkrigen 1797–1814
- Maria Beatrice d'Este 1815–1829